# کلی مری ترن
کلی مری ترن (انگلیسی: Kelly Marie Tran؛ زادهٔ ۱۷ ژانویهٔ ۱۹۸۹) یک هنرپیشه اهل ایالات متحده آمریکا است.
از فیلم‌ها یا برنامه‌های تلویزیونی که وی در آن نقش داشته‌است می‌توان به جنگ ستارگان: آخرین جدای، آغوش و بوسه، کمدی بنگ! بنگ! و کنترل فریک اشاره کرد.

## زندگی شخصی
پس از انتشار جنگ ستارگان: آخرین جدای در دسامبر ۲۰۱۷، ترن سوژه حملات نژادپرستانه و جنسیتی از طریق اینترنت شد، از جمله توهین به قومیت و اندازه او. او هدف ترول نژادپرستانه در توییتر بود. در یک مثال، شخصیت اینترنتی پل ری رمزی اندازه او را مسخره کرد. ورود شخصیت او رز تیکو به ووکی‌پدیا، یک دایرةالمعارف آنلاین در مورد جنگ ستارگان کائنات، توسط ترول‌های اینترنتی ویرایش شد تا حاوی نظرات نژادپرستانه و مبتذل باشد که توجه رسانه ملی را به خود جلب کرد. فندم، سرویس میزبانی ویکی که دامنه را اداره می‌کرد، ویرایش‌های توهین‌آمیز را حذف کرد، از صفحه محافظت کرد و علناً خرابکاری را محکوم کرد.